# Дружба (Дятьковский район)
Дру́жба — посёлок в Дятьковском районе Брянской области, административный центр Большежуковского сельского поселения. Расположен у юго-восточной окраины города Дятьково.

## История
Возник в середине XX века как центральная усадьба пригородного совхоза «Дятьково». В 1964 г. Указом Президиума ВС РСФСР поселок центральной усадьбы совхоза «Дятьково» переименован в Дружбу. В том же 1964 году в состав посёлка был включен посёлок Красный Бор. С 1967 года является центром Большежуковского сельсовета (ныне — сельского поселения).
В настоящее время — один из крупнейших сельских населённых пунктов района. Имеется отделение связи, библиотека, дом культуры. На территории поселка также располагается средняя школа, музей, детский сад.
На окраине поселка по улице Парковой расположен парк с братской могилой воинов, погибших в Великой Отечественной войне.
Связан с Дятьковом маршрутным такси.

## Население
| 2010 | 2013  |
| ---- | ----- |
| 1605 | ↗1662 |